# Piotr Fiedorczyk
Piotr Konrad Fiedorczyk (ur. 1966) – polski prawnik, doktor habilitowany nauk prawnych, profesor nadzwyczajny Uniwersytetu w Białymstoku, specjalności naukowe: historia państwa i prawa polskiego, historia powszechna państwa i prawa.

## Życiorys
W 1999 na Wydziale Prawa Uniwersytetu w Białymstoku na podstawie napisanej pod kierunkiem Adama Lityńskiego rozprawy pt. Komisja Specjalna do Walki z Nadużyciami i Szkodnictwem Gospodarczym – Delegatura w Białymstoku otrzymał stopień naukowy doktora nauk prawnych w zakresie prawa, specjalność: historia państwa i prawa. Tam też na podstawie dorobku naukowego oraz rozprawy pt. Unifikacja i kodyfikacja prawa rodzinnego w Polsce (1945–1964) uzyskał w 2015 stopień doktora habilitowanego nauk prawnych w zakresie prawa, specjalność: historia państwa i prawa.
Został adiunktem a następnie profesorem nadzwyczajnym Uniwersytetu w Białymstoku zatrudnionym na Wydziale Prawa w Katedrze Nauk Historyczno-Prawnych, Teorii i Filozofii Prawa oraz Komparatystyki Prawniczej. Był nauczycielem akademickim Wyższej Szkoły Ekonomicznej w Białymstoku.